# Jonathan Swedin
Nils Elias Jonathan Swedin, född 11 november 1874 i Svedala, Skåne, död 17 juni 1963 i Stockholm, var en svensk målare och tecknare.
Swedin var gift med Emma Valborg Jönsson. Han studerade vid Althins målarskola i Stockholm och på Kunstgewerbehaus i München samt under studieresor till Schweiz och Italien. Han var anställd som dekorationsmålare vid Operabygget i Stockholm 1896–1898. Som illustratör medverkade han i Stockholms-Tidningen 1907–1911. Vid sidan av sina arbeten var han verksam som konstnär och utförde landskapsskildringar. Han utförde ett stort antal diplom och hyllningsadresser till bland annat Gustav V, kung Leopold, drottning Astrid och riksdagens femhundraårsjubileum.  